# 橋本喜典
橋本 喜典（はしもと よしのり、1928年11月11日 - 2019年4月8日）は、日本の歌人。

## 生涯
東京府生まれ。早稲田大学第一文学部国文学専修卒業後、早稲田中学校・高等学校教諭。大学在学中は早稲田大学短歌会に参加し、後輩の篠弘や来嶋靖生らとともに活動した。1948年、窪田章一郎に師事、『まひる野』に入会。師没後の2001年より2014年まで運営、編集委員長を務めた。1995年、歌集『無冠』で第22回日本歌人クラブ賞受賞。2004年、歌集 『一己』で第4回短歌四季大賞受賞。2009年、歌集『悲母像』で第24回詩歌文学館賞と短歌新聞社賞を受賞。2015年、「わが歌」で第51回短歌研究賞受賞。2017年、歌集『行きて帰る』で第28回斎藤茂吉短歌文学賞、第51回迢空賞を受賞。2018年、旭日小綬章受章。
2019年4月8日、慢性閉塞性肺疾患による呼吸不全のため東京都内の自宅で死去。90歳没。

## 著書
- 『地上の問 歌集』新星書房 まひる野叢書 1984
- 『橋本喜典歌集』芸風書院 日本現代歌人叢書 1987
- 『無冠 歌集』不識書院 まひる野叢書　1994
- 『歌人窪田章一郎 生活と歌』短歌新聞社 1998
- 『短歌憧憬 評論とエッセイ』短歌新聞社 2000
- 『一己 橋本喜典歌集』短歌新聞社 まひる野叢書 2003
- 『一処の生 橋本喜典歌集』短歌新聞社 新現代歌人叢書　2005
- 『悲母像 歌集』短歌新聞社 まひる野叢書 2008
- 『な忘れそ 歌集』角川書店 まひる野叢書 2012
- 『自然と身につく 名歌で学ぶ文語文法』KADOKAWA 2016
- 『行きて帰る』短歌研究社 まひる野叢書 2016
- 『聖木立 橋本喜典歌集』まひる野叢書 2018

### 共著
- 『平成新選百人一首』(正仮名、正漢字版) 宇野精一, 橋本喜典,萩野貞樹,阿川佐和子,石井好子, 佐佐木幸綱, 篠弘, 津川雅彦,米長邦雄,明成社 2002 ISBN 978-4944219124
- 『平成新選百人一首』(新カナ、新漢字版) 宇野精一, 橋本喜典,萩野貞樹,阿川佐和子,石井好子, 佐佐木幸綱, 篠弘, 津川雅彦,米長邦雄,文藝春秋 2002 ISBN 978-4163582801

### 編纂
- 『窪田章一郎二百首』編 短歌新聞社 2006